# Стъпков двигател
Стъпков двигател е вид безколекторен постояннотоков двигател, който разделя пълното завъртане на няколко равни стъпки. Моторът може да се позиционира чрез сензор или друга обратна връзка (Closed Loop Control System). Той не може да бъде свързван директно към електрическа мрежа. Управлението на стъпковите електродвигатели се извършва само чрез компоненти на електрониката, като съществува голямо разнообразие на схеми и елементи за реализацията им, модули за вграждане и самостоятелни прибори.

## Класификация
- Стъпкови мотори с променливо магнитно съпротивление (реактивен ротор) (Bipolar Stepper Motor)
- Стъпкови мотори с постоянен магнит (активен ротор) (Unipolar Stepper Motor)
- Хибридни схеми[3]

## Управление
За реверсиране на стъпковите двигатели е необходимо зъбите/краищата на магнипровода на ротора и статора да са симетрични. Реверсирането на стъпковите двигатели се извършва чрез промяна на фазовия ред.
Трифазните стъпкови двигатели с активен ротор при шесттактна комутация имат по-добри динамични характеристики и равномерно движение. Благодарение на постоянния магнит в ротора, притежават статичен съпротивителен момент в границите 5 – 10% от максималния работен, който фиксира устойчиво ротора при липса на захранване.

## Приложение
Стъпковите мотори намира широко приложение в системите за автоматизация и прецизно позициониране в бита и промишлеността.